# La Ville Merveilleuse (livro)
La Ville Merveilleuse é uma coletânea de poemas sobre o Rio de Janeiro da poetisa francesa Jane Catulle Mendès, "um nome feminino que é a um tempo o maior expoente das letras e da elegância de seu sexo na capital da civilização ocidental".
Jane Catulle Mendès visitou o Rio de 20 de setembro a 6 de dezembro de 1911, sendo regiamente recebida nos melhores salões da nossa Belle Époque, dando três conferências, a última no Theatro Municipal (intitulada "Les Femmes de Lettres Françaises"), chegando a ser recebida em audiência especial pelo Presidente da República.
Encontrou uma cidade recém-emergida da reforma urbanística do prefeito Pereira Passos. Encantada com a cidade, sobretudo pela flora e belezas naturais, escreveu uma série de poemas de “amor ao Rio” publicados em Paris em 1913 em volume intitulado La Ville Merveilleuse - Rio de Janeiro - Poèmes. 
Já no primeiro poema descrevendo a chegada (de navio, na época) na Baía da Guanabara, escreve a poetisa: “Jamais tant de splendeurs n’ont ébloui les yeux! C’est ici le pays de toute la lumière” (Jamais tantos esplendores deslumbraram os olhos ! Aqui é a terra de todas as luzes) e no poema final, "Adieu" ("Adeus"), escreve: “Rio douce et fougueuse au visage doré” (Rio doce e briosa de semblante dourado”). E no poema “Dans Longtemps” (Daqui há muito tempo) a autora não poupa declarações de amor à cidade: “Cité voluptueuse et tendre” (Cidade voluptuosa e meiga) “Cité d’or” (Cidade de ouro) “Rio radieuse, ô Ville des étoiles” (Rio radiante, ó Cidade das estrelas) “Merveilleuse Rio, Ville de la Beauté” (Rio Maravilhoso, Cidade da Beleza).
Poderíamos então dizer que Jane Catulle Mendès criou a designação Cidade Maravilhosa para o Rio? Criar, propriamente, não criou, em um ou outro artigo de jornal já havia sido usada..
Se Jane Catulle Mendès não foi exatamente a "criadora" da expressão Cidade Maravilhosa, foi a primeira a empregá-la como título de uma obra literária. O livro em que tanto enalteceu nossa cidade hoje é uma raridade bibliográfica, nunca foi reeditado.